# Ніхонбасі
35°41′02″ пн. ш. 139°46′28″ сх. д. / 35.683888888889° пн. ш. 139.77444444444° сх. д.

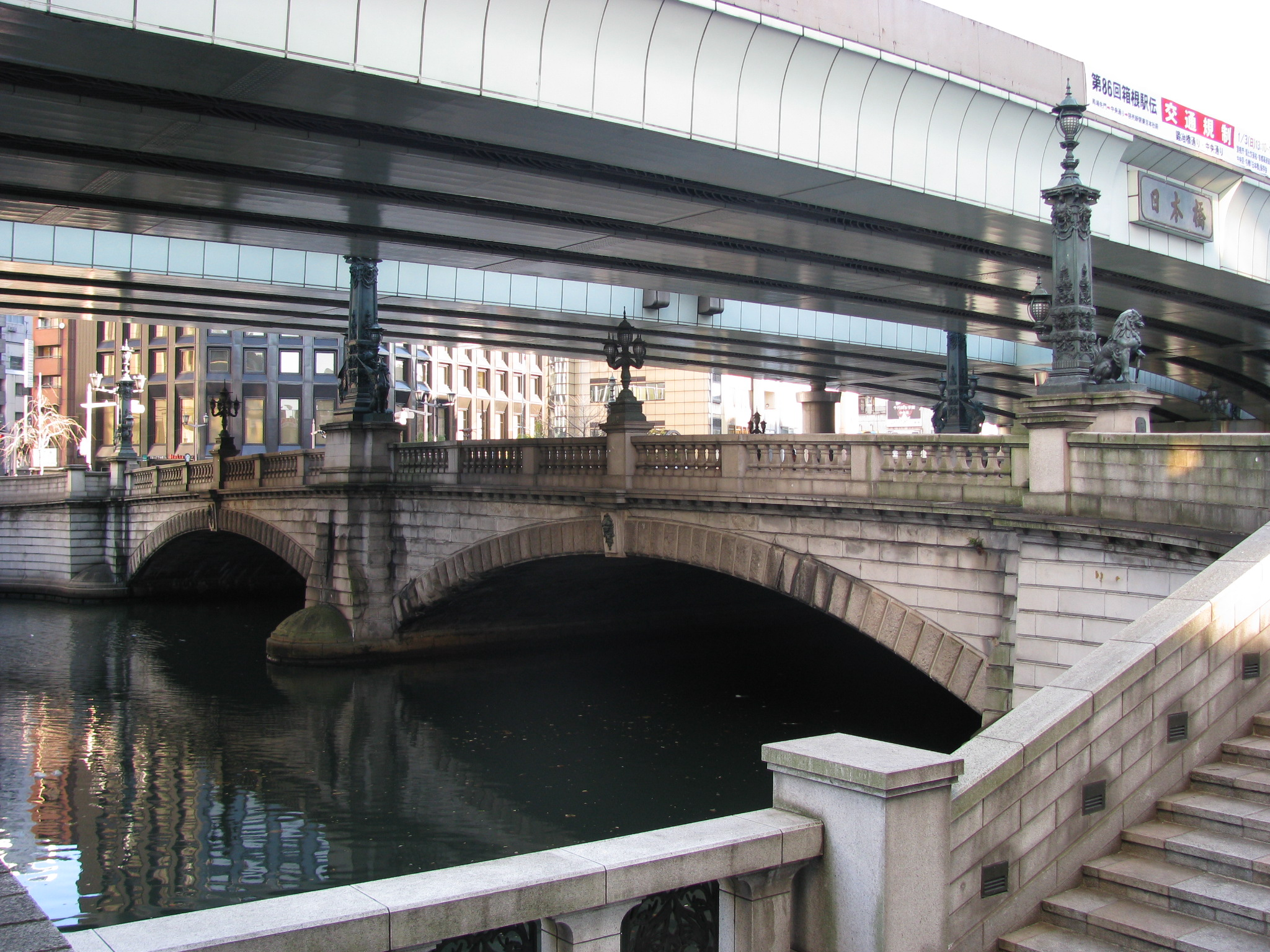
Сучасний 19-й міст (з 1911)

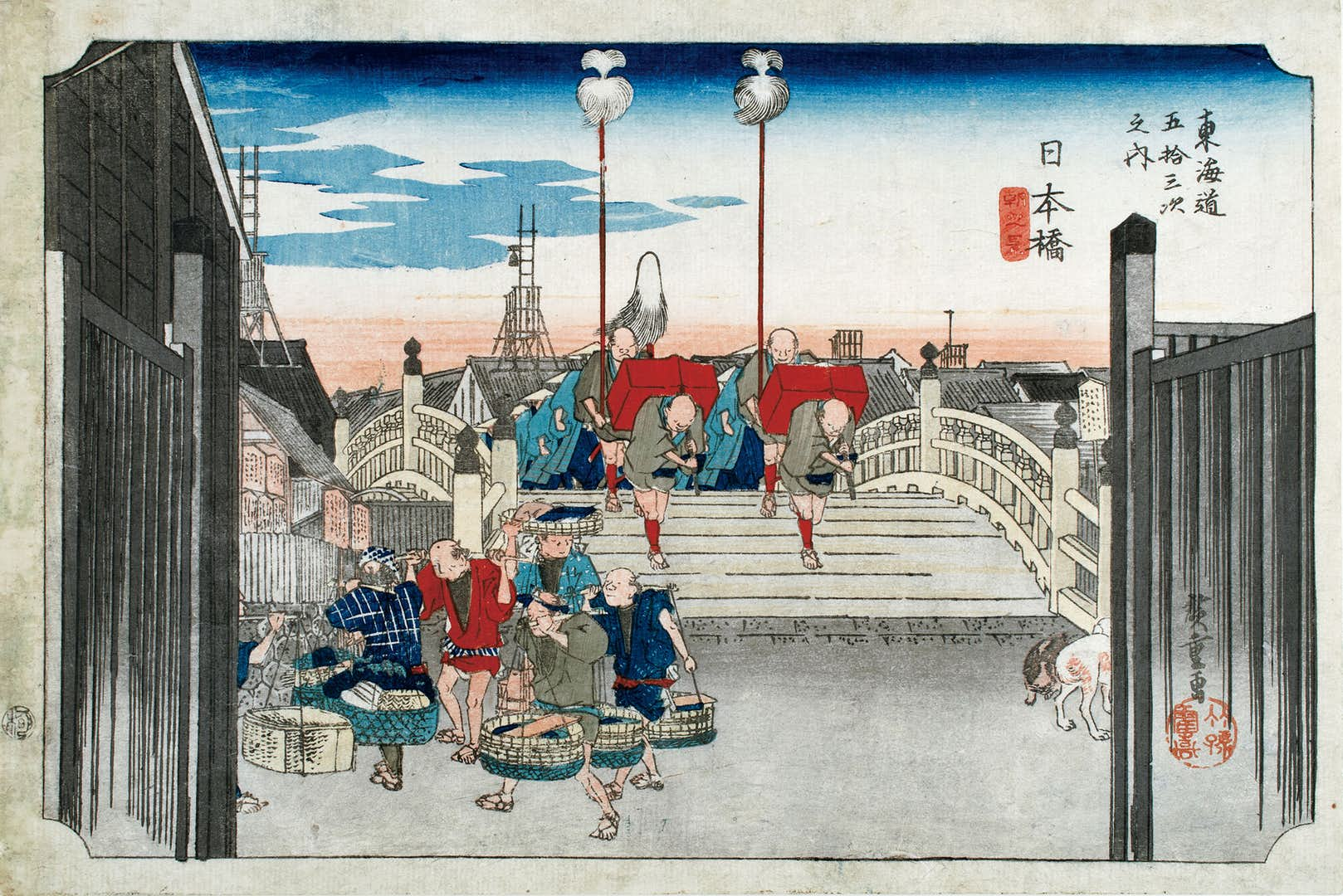
Міст у XIX ст (Утаґава Хірошіґе, «53 станції Східноморського шляху»

Ніхонба́сі, або Япо́нський мі́ст (яп. 日本橋 にほんばし, ніхон-басі, «Японський міст»; англ. Nihonbashi) — міст в Японії, в столиці Токіо, на півночі району Тюо. Важлива культурна пам'ятка Японії. Нульовий кілометр Японії з XVIII століття, місце початку домодерного Східноморського шляху. Перший дерев'яний міст було споруджено 1603 року. Сучасний кам'яний міст існує з 1911 року. Район мосту був економічним центром — міста Едо, а згодом Токіо.
Також — квартал довкола цього мосту. Один із столичних осередків бізнесу й комерції. Входить до осердя Токіо, разом із місцевостями Юраку, Ґіндза, Юраку, Маруноуті, Касуміґасекі, Наґата, Хібія. У кварталі розташовані Японський банк, Токійська біржа та інші фінансово-банкові установи, музей вітрил, музей Яманасі, Токійський вокзал, тощо.
Інші транскрибування — Ніхомбаші, Ніхонбаші.